# NGC 4410/2
NGC 4410/2 је спирална галаксија у сазвежђу Девица која се налази на NGC листи објеката дубоког неба.
Деклинација објекта је + 9° 1' 8" а ректасцензија 12h 26m 29,6s. Привидна величина (магнитуда) објекта NGC 4410 износи 13,6 а фотографска магнитуда 14,4. NGC 44102 је још познат и под ознакама NGC 4410B, UGC 7535, MCG 2-32-47, CGCG 70-73, VCC 907, KCPG 335B, MK 1325, PGC 40697.